# Shiloh (Nueva Jersey)
Shiloh es un borough ubicado en el condado de Cumberland en el estado estadounidense de Nueva Jersey. En el año 2010 tenía una población de 516 habitantes y una densidad poblacional de 166,45 personas por km².

## Geografía
Shiloh se encuentra ubicado en las coordenadas 39°27′29″N 75°17′51″O / 39.45806, -75.29750.

## Demografía
Según la Oficina del Censo en 2000 los ingresos medios por hogar en la localidad eran de $49,191 y los ingresos medios por familia eran $54,219. Los hombres tenían unos ingresos medios de $34,643 frente a los $20,000 para las mujeres. La renta per cápita para la localidad era de $16,880. Alrededor del 4.1% de la población estaba por debajo del umbral de pobreza.